# Epirrhoe nigrescens
Epirrhoe nigrescens är en fjärilsart som beskrevs av Bergman 1955. Epirrhoe nigrescens ingår i släktet Epirrhoe och familjen mätare. Inga underarter finns listade i Catalogue of Life.